# گیز
گیز (به فرانسوی: Guise) یک کمون در فرانسه است که در انه واقع شده‌است.

## خصوصیات
گیز ۱۶٫۱۳ کیلومترمربع مساحت و ۵٬۱۸۲ نفر جمعیت دارد و ۹۷ متر بالاتر از سطح دریا واقع شده‌است.